# Albany (New York)
 For alternative betydninger, se Albany. (Se også artikler, som begynder med Albany)
Albany er hovedstad i den amerikanske delstat New York. Byen har 99.224(2020) indbyggere og er administrativt centrum for det amerikanske county Albany County.